# 아다나스포르

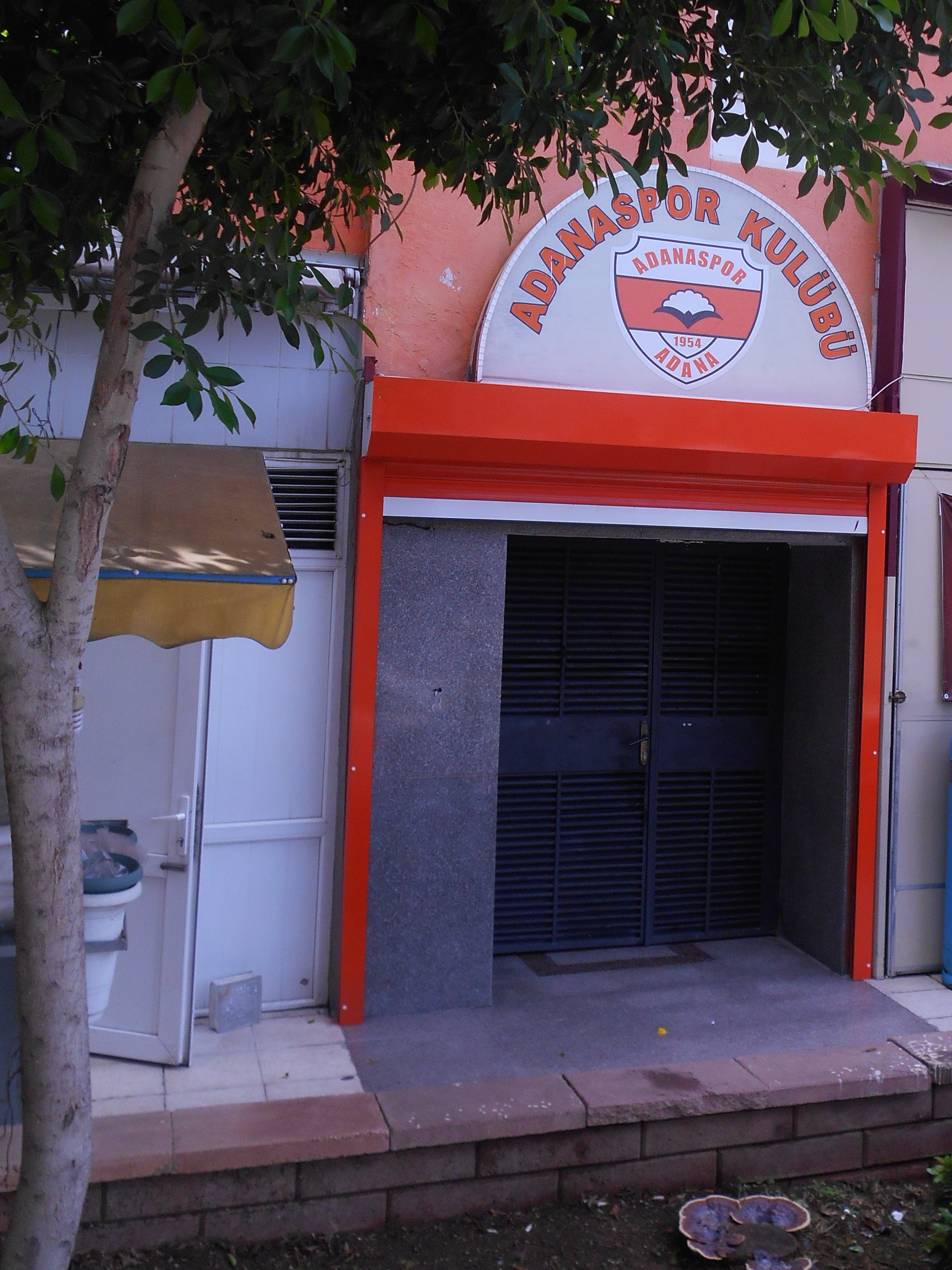

아다나스포르(튀르키예어: Adanaspor Spor Faaliyetleri Anonim Şirketi)는 튀르키예 아다나 주 아다나를 연고지로 한 축구 클럽이다.
아다나스포르는 1950년대에 아다나의 가장 인기있던 클럽은 노동자층이 지지하던 아다나 데미르스포르였는데 중산층이었던 상인과 장인들이 지주들의 자금 지원과 TCDD의 관리를 받고 있던 아다나 데미르스포르의 소외에 대응하여 1954년에 설립 하였고 자연스럽게 라이벌 구단이 되었다. 또한 2021년 2월에 새로 준공된 뉴 아다나 스타디움을 같이 쓰고 있다.

## 성적
- 쉬페르리그
  - 준우승 1회 (1980-81)

## 선수 명단

### 현역
참고: FIFA 자격 규정에 따라 소속된 국가대표팀 국기를 표시합니다. 선수는 복수의 FIFA 비회원국 국적을 가지고 있을 수 있습니다.
| 번호 | 포지션 | 국적         | 이름                 |
| ---- | ------ | ------------ | -------------------- |
| 2    | DF     | 부르키나파소 | 아다마 포파나        |
| 24   | MF     | 코소보       | 로렛 사디쿠          |
| 28   | MF     |              | 체크 우마르 디아키테 |
| 47   | MF     |              | 사무엘 예피에 예피에 |

| 번호 | 포지션 | 국적 | 이름              |
| ---- | ------ | ---- | ----------------- |
| 97   | MF     |      | 엘리아스 두르마즈 |

## 역대 감독
| 감독        | 임기 |
| ----------- | ---- |
| 요아힘 뢰프 | 2001 |

틀:아다나스포르 선수 명단